# 社會學史
社會學主要是對人類社會作整體研究的社會科學，其理念是思想家探討社會的本質、規律及演變。

## 先驅與基礎

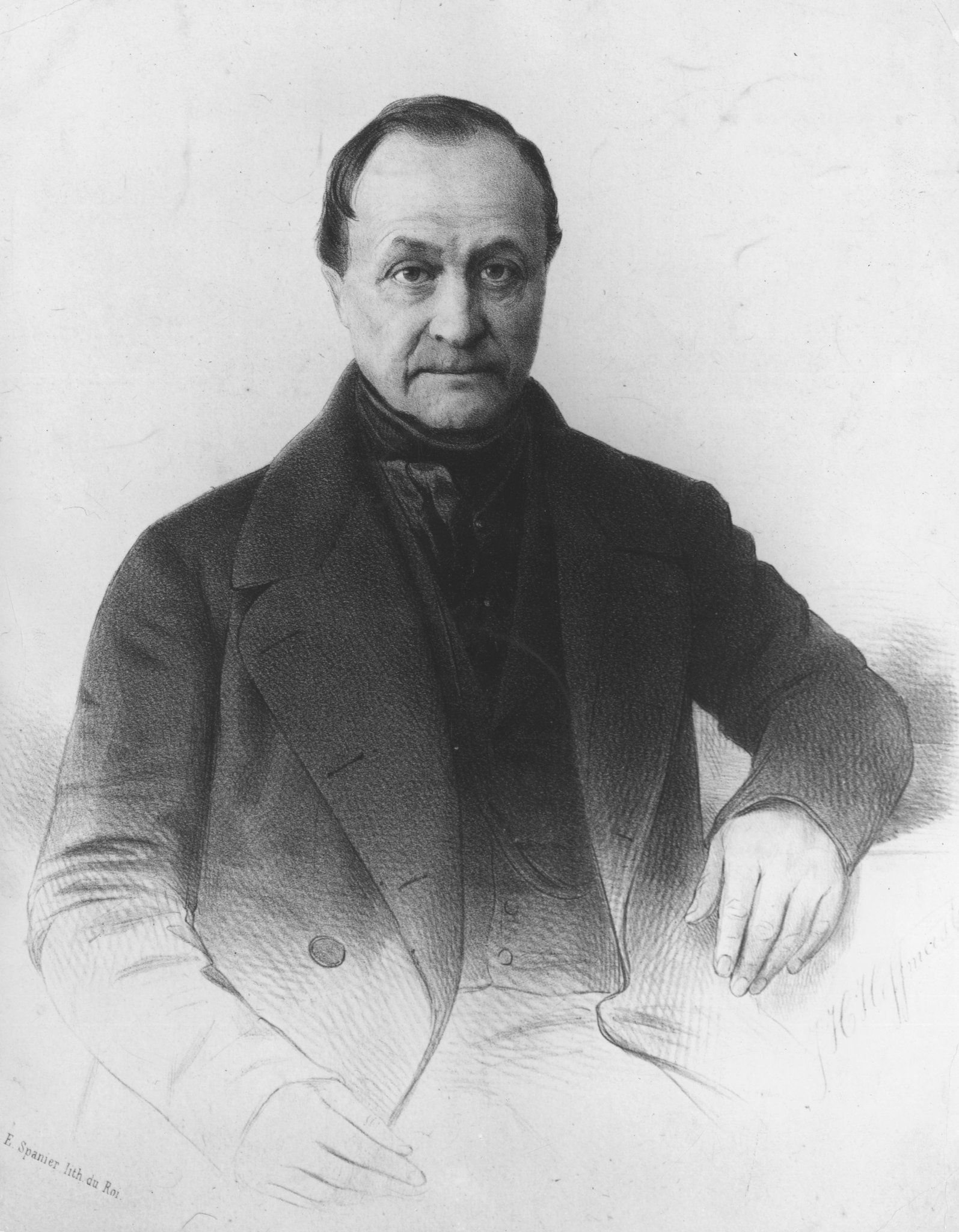
孔德發明了社會學一詞。

社會學的推理可以追溯到古希臘時代。伊本·赫勒敦，作為一名14世紀的歷史學家，他那七冊普遍歷史分析在社會哲學中為社會凝聚力及社會衝突制訂理論。
“社會學”(sociology)一詞最早出現於埃馬努埃爾-約瑟夫·西耶斯的手稿，五十年後再次被孔德使用。他試圖使用一種自然科學的方法來統一所有的人文學科——包括歷史、心理和經濟學，從而建立經得起科學規則考驗的學科，原本他用“社會物理學”來稱呼這個新的學科。他的貢獻主要是他使得社會科學終於脫離了人文領域。他的社會學理念是典型18世紀的：他相信所有人類活動都會一致地經歷截然不同的歷史階段，如果一個社會可以抓著這個階段，它就可以為社會病開出有效的藥方。
現代功能派，派深思認為"社會學"的歷史起源是來自於過去歐洲發生法國大革命下所造成的秩序瓦解危機，人類歷史首次以單純理想(博愛 自由 平等)為主要價值，且推翻舊制度，並建立民主政治的契機。
另外，工業化革命改變了以往人類的生活型態與生產方式，造成社會動盪與結構的感變形成相對落差感。這也是社會學的起源之一，在於重視並且察覺過去與現在歷史的不同性。

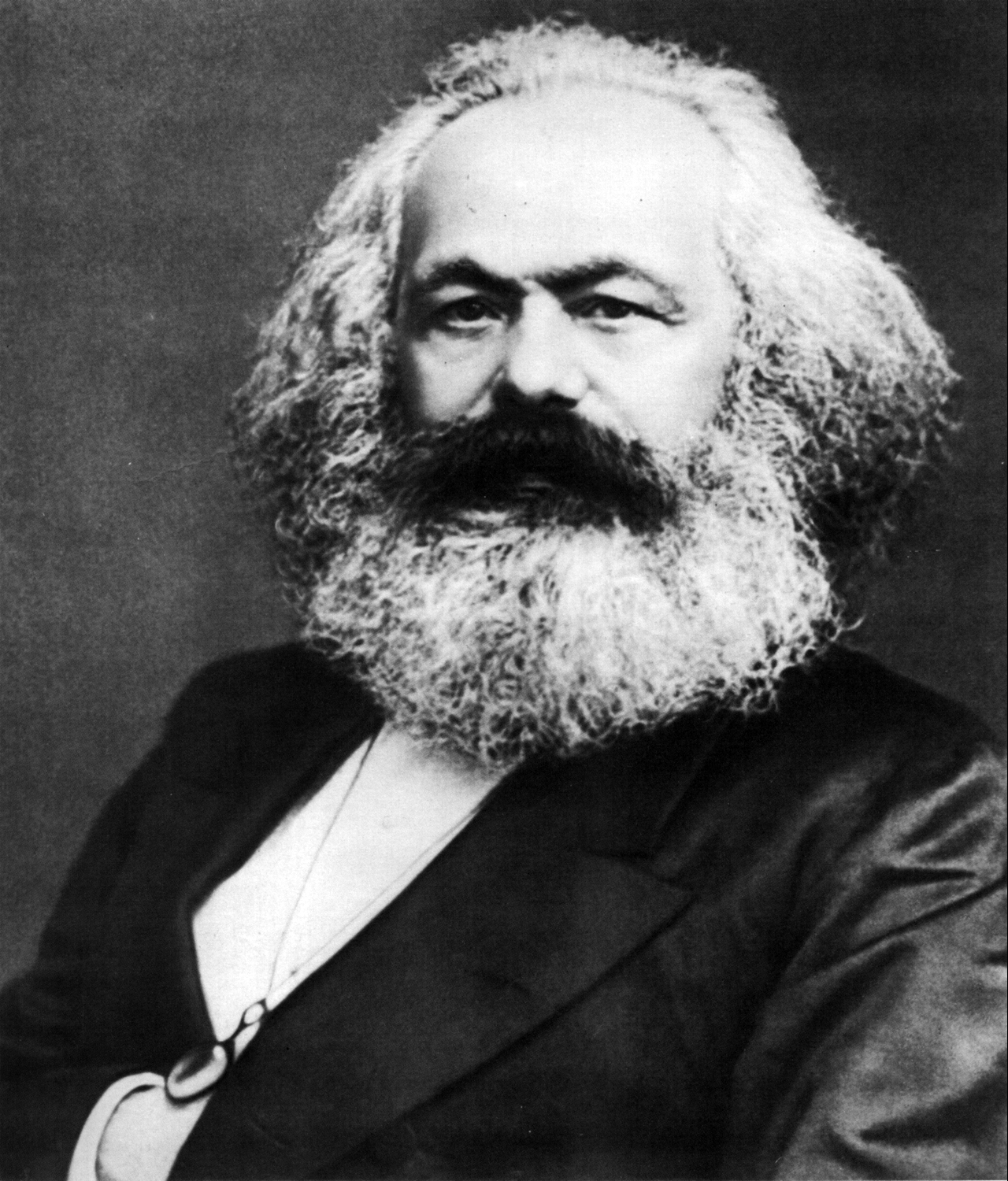
卡爾·馬克思

19世紀至20世紀有一群古典社會學家崛起，例如：卡爾·馬克思、斐迪南·滕尼斯、埃米爾·塗爾幹、帕累托及馬克斯·韋伯（注：事實上塗爾幹、韋伯，乃至於韋伯好友齊美爾都自視自己是社會學家，談過如何建立社會學這門學科，惟探討議題不再於社會學內。上面三者都有專門的社會學著作或方法論）。正如孔德，他們都不會自視為社會學家。他們的工作涉及宗教、教育、經濟、心理學、道德操守、哲學、神學及其他學術範疇。當然他們在社會學上是非常有影響力的，特別是卡爾·馬克思更是經濟學重要巨頭。

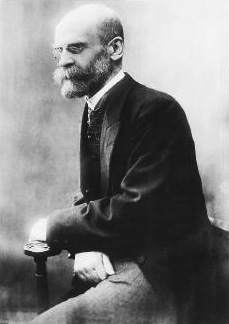
涂爾幹

## 早期著作
第一本以社會學為題目的書就是1854年的《美國南方社會學》（Sociology for the South, or the Failure of Free Society），由北美律師乔治·菲茨休所著，討論內戰前南方的奴隸。在英國，第一本以社會學為題目的書就是1874年英國哲學家赫伯特·斯賓塞所著的《社會學研究》(The Study of Sociology)。1883年，萊斯特·法蘭·沃德（Lester Frank Ward）出版了《動態社會學》（Dynamic Sociology）。

## 機構化
在美國，1890年堪薩斯大學的“社會學元素”是社會學第一個課程，1892年芝加哥大學由阿尔比恩·伍德伯里·斯莫尔成立了美國第一個獨立大學學院，他也創立了“美國社會學學報”。1895年，法國波爾多大學成立了歐洲第一個社會學學院。 1904年倫敦政治經濟學院成立了英國第一個社會學學部。1919馬克思‧韋伯在慕尼黑大學成立第一個社會學學部。1920年弗洛裏安·茲納涅茨基(Florian Znaniecki)在波蘭成立第一個社會學學部。
第一次關於社會學的國際合作發生於1893年。當時 René Worms 成立“社會學國際小學院”，最後與創立於1949年的國際社會學家協會合併。1905年，萊斯特·法蘭·沃德成立的美国社会学协会是今天世界最大的社會學家協會。

## 實證主義
早期由孔德帶出的理論研究方式是模仿研究自然科學的方法，應用相同的方法學來探討社會現象。強調以經驗、實證和科學方法為社會學紮實的基礎。這個方法學稱為實證主義。

## 反實證主義
19世紀早期以實證主義與自然主義手法來研究社會生活受到了德國的狄爾泰、海因里希·李凱爾特等新康德主義派哲學家的質疑。他們認為自然世界跟社會世界是不同的，人類社會有獨特的範疇如意義、符號、規則、道德規範及價值。這些元素產生了人類文化。馬克斯·韋伯根據這個觀點發展出“反實證主義”的詮釋社會學，強調社會學研究的對像是人類行為的主觀意義。它跟反自然論有密切關係，使社會學研究特別關注人類及文化價值。這導致難以為主觀客觀研究分野的爭論並影響了詮釋研究。

## 20世紀
最後，自然科學實際上並沒有取代其他的社會科學，而是變成強調物件和方法的另一種形式。今天，社會學家通常通過比較法來研究人類組織和社會制度，特別是在複雜的工業社會組織結構的研究中。從20至21世紀來看，社會學的研究也應該是突飛猛進的時代，互聯網時代也催生了社會學的新分支－公共社會學。
人類社會在1900-2000這百年當中發生了許多動盪和慘無人道的戰爭歷史，如第一次世界大戰與第二次世界大戰，冷戰等國際間的重大衝突。
包括人類首次以共產主義社會為基礎的國家理念，並導致俄羅斯帝國發生布爾什維克革命，建立蘇聯，並對二十一世紀的國際情勢產生重大影響(如國共內戰、美俄、中俄關係等。)
然而在這百年當中，同時工業也邁向了以大型科層組織追求效率與生產(此為科層制)，卻忽略了生產關係和員工心理的影響，進一步造成異化的現象。
20世紀的醫療與衛生措施的進步，加上世界大戰的因素而導致不斷發生戰後嬰兒潮，導致在往後一百年間從1910年的17.56億人口，增加到2000年世界人口的60.92億，在短短百年增加了43億的人口量(增加約3.5倍的人口數)，更加深大量人口湧入都市的現象，形成治安與人心上的不安。
在這一時期的社會理論，知名如下：
功能學派
紀登斯：英國功能派大師，提出許多相關的結構主義理論與知名的本體論，並試圖解釋社會真相。如結構化理論，施為者(agent)等觀點。
派深思：尊稱為「美國社會學之父」。提出著名的AGIL系統、一般行動論與社會的有機性結構(如四大體系)等。
1. ↑  .   [2007-02-20]. （原始内容存档于2007-07-11）.
2. ↑  肯薩斯大學社會學系 的存檔，存档日期2006-06-27.
3. ↑  .   [2007-02-20]. （原始内容存档于2008-12-04）.
4. ↑  .   [2007-02-20]. （原始内容存档于2007-11-11）.
5. ↑  .   [2007-02-20]. （原始内容存档于2007-10-23）.
6. ↑  .   [2007-02-20]. （原始内容存档于2009-11-16）.

布迪厄：提出四種社會資本、場域（一種以社會環境為概念，個體位置之間的客觀關係形成的一套網絡系統）等重要概念。
社會心理學派
芝加哥學派：由喬治·賀伯特·米德創立，以偏差行為、形象互動理論知名的學派。
詮釋學派
格奧爾格·齊美爾：德國社會學家，形式社會學的創始者，提出貨幣哲學等概念。

## 21世紀
如今的社會更面臨全球化加劇的趨勢，無論是在地理與資訊傳播上皆能突破以往的傳統限制，資本主義擴張全世界，並提供更多不同社會文化的交流方式與型態－這也是消費主義蓬勃發展的結果。
然而，21世紀的人類社將會伴隨著全球資訊化與能源、環境問題等繼續面臨新的挑戰，如恐怖攻擊(請見:911)、文化偏見加深、國際貿易下的衝擊(請見:WTO)、科技風險(見:311大地震)、貧富差距擴大等人類社會的新危機。
- 都市研究学派（schools of urban study）
  - 都市化学派
  - 亚社会学派
  - 区位综合学派
  - 生存学派
  - 经济学派
  - 技术学派
  - 准则学派
  - 权力学派
  - 环境学派

## 延伸閱讀

### 中文書籍
- 宋鎮照. . 五南圖書出版股份有限公司. 1997年. ISBN 9789571114200.

### 英文書籍
- Samuel William Bloom, The Word as Scalpel: A History of Medical Sociology, Oxford University Press 2002
- 雷蒙·布东 A Critical Dictionary of Sociology. Chicago: University of Chicago Press, 1989
- Deegan, Mary Jo, ed. Women in Sociology: A Bio-Bibliographical Sourcebook, New York: Greenwood Press, 1991.
- A. H. Halsey, A History of Sociology in Britain: Science, Literature, and Society, Oxford University Press 2004
- Barbara Laslett (editor), Barrie Thorne (editor), Feminist Sociology: Life Histories of a Movement, Rutgers University Press 1997
- Levine, Donald N. Visions of the Sociological Tradition, University Of Chicago Press, 1995: ISBN 978-0-226-47547-9
- T.N. Madan, Pathways : approaches to the study of society in India. New Delhi: Oxford University Press, 1994
- Wiggershaus, Rolf, The Frankfurt School : its history, theories and political significance, Polity Press, 1994.

### 德文書籍
- Bálint Balla, Soziologie und Geschichte. Geschichte der Soziologie, Hamburg (Reinhold Krämer) 1995
- Wolfgang Bonß, Die Einübung des Tatsachenblicks. Zur Struktur und Veränderung empirischer Sozialforschung, Frankfurt am Main: Suhrkamp, 1982, 324 p.
- Hermann Korte, Einführung in die Geschichte der Soziologie, 8. überarb. Auflage, Wiesbaden (VS Verlag für Sozialwissenschaften) 2006, ISBN 978-3-531-14774-1
- Wolf Lepenies (Hg.), Geschichte der Soziologie. Studien zur kognitiven, sozialen und historischen Identität einer Disziplin, 4 Bände, Frankfurt am Main (Suhrkamp) 1981, ISBN 978-3-518-07967-6
- Heinz Maus, Geschichte der Soziologie; in: Werner Ziegenfuß (Hg.), Handbuch der Soziologie. Stuttgart: Enke, 1956: 1-120
- ders., Bericht über die Soziologie in Deutschland 1933-1945; in: Kölner Zeitschrift für Soziologie und Sozialpsychologie, 11 (1959) 1: 72-99
- ders., Zur Vorgeschichte der empirischen Sozialforschung; in: René König (Hg.), Handbuch der empirischen Sozialforschung Bd. I, Stuttgart: Enke, ²1967: 18-37
- Reinhard Müller, Marienthal. Das Dorf – Die Arbeitslosen – Die Studie. Innsbruck-Wien-Bozen: StudienVerlag, 2008, 423 p. (ISBN 978-3-7065-4377-7)
- Rolf Wiggershaus, Die Frankfurter Schule, München: dtv 2001, ISBN 978-3-423-30174-9
- Hans Zeisel, Zur Geschichte der Soziographie [1933]; in: Marie Jahoda / der., Die Arbeitslosen von Marienthal. Ein soziographischer Versuch über die Wirkungen langandauernder Arbeitslosigkeit [...]; m. Vorw. v. Paul F. Lazarsfeld, Leipzig 1933; Allensbach/Bonn 1960; Frankfurt am Main (Suhrkamp) 1975 [= ed. suhrkamp 769] 113-142 [und] 145-148

### 法文書籍
- Raymond Aron, Les étapes de la pensée sociologique, Paris, Gallimard, 1976
- Jean-Michel Berthelot, La construction de la sociologie, Paris, PUF, 1991
- Pierre-Jean Simon, Histoire de la sociologie. Paris : PUF, pp. 7-24, 1991
- Charles-Henry Cuin, François Gresle, Histoire de la sociologie, tome 1 : avant 1918, tome 2 : depuis 1918, Nouvelle édition, Éditions La découverte, Collection Repères
- Gilles Ferréol & alii, Histoire de la pensée sociologique, Colin Cursus, 1994
- Jean Étienne, Henri Mendras, Les grands auteurs en sociologie, Paris, Hatier, 1996
- Karl Van Meter, (dir.) La sociologie, Larousse, coll. Textes essentiels, 1999
- Michel Lallement, Histoire des idées sociologiques, Tome 1 : Des origines à Weber, Nathan, coll. Circa, 1994
- Jean-Pierre Delas, Bruno Milly, Histoire des pensées sociologiques, Sirey coll. Synthèse +, 1997
- Jean-Pierre Durand, Robert Weil, Sociologie contemporaine, Vigot, rééd. 1997
- Michel Forsé & alii, Histoire de la pensée sociologique - Les grands classiques, Armand Colin, 1998